# René Fenouillère
René Victor Fenouillère (Portbail, França, 22 d'octubre de 1882 - Reims, França, 4 de novembre de 1916) és un futbolista internacional francès. Va jugar al FC Barcelona i Espanyol, entre d'altres equips.
Va debutar a les categories inferiors del US Avranches abans de marxar a Anglaterra a estudiar. La temporada 1902-03 milita en les files de l'Espanyol i del FC Barcelona. És el primer futbolista francès del Barça. Després de les seves experiències a Anglaterra i Espanya va marxar a Paris a on va jugar al Racing Club de France i Red Star. Va jugar un partit amb la selecció absoluta de França el 1908 en els Jocs Olímpics. Juga el seu últim partit al 1915 (un partit amistós entre l'Avranches i les tropes aliades).
Durant la Primera Guerra Mundial, René Fenouillère s'incorpora al 2n. regiment d'infanteria de Granville. És ferit el 1915 en un combat a Bèlgica. Una vegada restablert torna al combat. El subtinent Fenouillère mor al front el 4 de novembre de 1916 al nord de Reims. És enterrat en el cementeri nacional de Sillery (Marne).